# Съритъс (Калифорния)
Съритъс (на английски: Cerritos) е град в окръг Лос Анджелис на щата Калифорния, САЩ. Съритъс е с население от 51 488 жители (2000) и обща площ от 23 km². Телефонният код на Съритъс е 562, а ZIP кодът му e 90703.